# 大分スポーツ公園総合競技場
大分スポーツ公園総合競技場（おおいたスポーツこうえんそうごうきょうぎじょう）は、大分県大分市の大分スポーツ公園内にある陸上競技場兼球技場。2025年1月1日から「クラサスドーム大分」（クラサスドームおおいた、略称「クラド」）の呼称を用いている。東京都港区に本社を置き、大分市に大分コンビナートを有するクラサスケミカルが命名権を持つ。
なお、2019年3月から2024年末の期間は親会社であるレゾナック・ホールディングスが命名権を取得していた（詳細は後述）。
施設は大分県が所有し、株式会社大宣が指定管理者として運営管理を行っている。
日本プロサッカーリーグ（Jリーグ）に加盟する大分トリニータがホームスタジアムとして使用している。
愛称は一般公募によって決まった「ビッグアイ」。

## 施設

### 立地
2002 FIFAワールドカップ（以下「W杯」）開催地に大分県が立候補したのを受け、W杯と第63回国民体育大会（「チャレンジ!おおいた国体」、2008年）及び第8回全国障害者スポーツ大会（「チャレンジ!おおいた大会」、2008年）の会場として2001年3月に竣工した施設。大分スポーツ公園のある丘陵地は元々里山として利用されてきた場所であり、できるだけ里山を残す整備方針がとられた。

### スタンド
フィールドを楕円形に囲むように、半堀込式のスタンドが設けられている。W杯の基準を満たすために全席椅子席となっている。メインスタンドとバックスタンドは二層式、サイドスタンドは一層式となっている。大規模な試合（サッカー日本代表の国際試合など）では、スタンドの前面に可動式の座席が増設され「地下1階」とされている。収容人員は、開設当初は43,000人（固定席約34,000人、可動式座席約9,000人）だったがW杯後に可動席の前半分のブロックを廃止して40,000人収容となっている。また、トリニータの公式戦開催時の入場可能数は31,997人と発表されている。
ホーム側サイドスタンド上部に得点表示や簡易的な文字表示が可能な電光掲示板が、アウェー側サイドスタンド上部に大型映像装置が設けられている。なお、大型映像装置は2001年の開場当初からCRT式アナログ表示のものを使用していたが、2013年2月にフルカラーLED式デジタルHD表示のものに更新された。それに合わせドーム内の映像システムもデジタル化されている。
バックスタンド内に屋内練習場が設けられている。また、メインスタンド側ホワイエにはW杯、チャレンジ!おおいた国体、チャレンジ!おおいた大会の資料を納めた展示室『メモリアル・アイ』がある。
スタンド外周は盛り土構造となっており、屋根と一体化した球面状の外観をもつ。このためスタジアム内はすり鉢状となっており、このことが空気の循環を妨げ、高温多湿の環境を作り出し、芝の生育に影響を及ぼしている（後述）。

### 屋根
球面状の屋根は、中央に楕円形の可動式の開口部を持つ。開場当初の愛称である「ビッグアイ」は上空から見たスタジアムが開口部を含めて目のように見えるのが由来である。屋根外周の固定部は鉄骨構造にチタン板葺（TranTixxiiチタンを使用)、可動部は透光率25％のポリテトラフルオロエチレンコーティングを施したガラス繊維一重膜を使用している。可動部の開閉は、可動屋根の端に取り付けられたワイヤロープを、アーチトラス部分に固定した滑車を介し、地下に設けられたウィンチで巻き取ることにより行っている。開動作及び閉動作に係る時間は各々約20分。
2003年までは状況に応じて屋根を開閉していたが、芝生保護の観点（後述）から、2004年以降は雨天時と屋根を閉める必要があるイベント（コンサートなど）以外、原則として屋根を開けた状態にしてあるという。
屋根の開閉機器の一部が故障したため、2010年11月5日より屋根が開いた状態がしばらく続いたが、2011年6月に復旧している。
2024年3月の安全点検で20本あるワイヤーロープのうち2本で交換の目安となる数の断線が発生しており、安全確保のために同年6月より約半年間、屋根の開閉を行わずに詳しい調査を行うことを発表した。
オープン当初は、屋根の梁を利用したスカイカメラが設置されていたが、2003年に廃止された。

### フィールド&トラック
2001年の開設当初は105 x 68 mの天然芝のピッチのみがある状態で、事実上球技場として使用されていた（ピッチの周囲には人工芝を取り付けていた）が、チャレンジ!おおいた国体の開催を見据えて2003年3月に陸上競技用トラック9レーンを増設した。日本陸上競技連盟第1種公認だが、開設当初はサブ競技場未完成のため2種公認だった。色はこのスタジアムを本拠地とする大分トリニータと同じ青。
W杯及び「チャレンジ!おおいた国体」のために建設されたため、2001年の開設当初はFIFAワールドカップの開催基準を満たしたスタジアムであった。W杯終了後、陸上トラック・フィールド設備設置のためフィールド部分の面積減少・一部可動席の廃止等を行ったが、日本サッカー協会が定める「スタジアム標準」においてFIFA・AFC主催大会を含むサッカーの試合が開催可能で5クラスのうち最高の「クラスS」要件を満たしたスタジアムとなっている。
2007年のJリーグ広報ポスターにピッチの写真が用いられた。大分スポーツ公園総合競技場のピッチが全面に大写しにされた上に、Jリーグのロゴマークやスローガンの『Will Be』などが書かれている。
しかし開口部の小さい屋根に覆われ、半地下構造となっていることもあって芝の生育が難しい環境にあり、こけら落としとなった2001年のJリーグ公式戦・大分トリニータ対京都パープルサンガ戦では、試合中に剥れた芝生がはねてしまい、芝生の管理が問題視された（このため、9 - 10月に大分スポーツ公園総合競技場で開催予定だったトリニータ主催試合の一部が大分市営陸上競技場に振り替えられた。
2009年3月に芝の全面張替えを行った後も、予定よりも根付きが遅れ、ピッチコンディションは劣悪であり、2009年10月14日に開催予定だったキリンチャレンジカップトーゴ代表との試合がピッチの劣悪な状態から、宮城スタジアムに会場が変更された。しかし、同年秋以降はイベントの開催などを抑えたことから、芝生が順調に生育し、2010年2月2日に開催されたキリンチャレンジカップのベネズエラ代表戦では、芝生の状態が良好と評された。
2015年3月2日にラグビーワールドカップ2019の開催会場となることが発表された。これに伴い、2018年に大分県議会が2億8000万円相当の費用予算を計上して芝生の張替えを行うこととなり、ハイブリッド芝に全面張り替えされることになった。また試合開催日は陸上トラックを人工芝で覆うとともに、総工費13億5000万円をかけて可動席の使用、北側のゴール裏スタンドに大型映像装置の仮設、照明・音響施設の更新も含めた改修を施した。

### 管理
施設管理は、開業当初は県の外郭団体であった「大分スポパーク21」が、その後大分県の機構改革により、同法人と同じく外郭団体だった大分県文化振興財団（OASISひろば21の運営法人）が統合された「大分県文化スポーツ振興財団」が行っていた。
2006年4月1日から、広告代理店の株式会社大宣（ADKパートナー）が指定管理者となり、大分県文化スポーツ振興財団から業務を引き継いだ。
所有者の大分県は大分スポーツ公園総合競技場を本拠とするトリニータの経営再建支援を目的に、2010年度は競技場使用料金を全額減免（無料）とする処置を発表している。大分県はトリニータを運営する株式会社大分フットボールクラブの株主でもある。

## 命名権
2006年2月、大分市に大分製油所を保有する九州石油（本社：東京都）が年額7,350万円（税込）で命名権を取得した。2006年3月1日から3年間の契約で、命名権により「九州石油ドーム」（きゅうしゅうせきゆドーム、英称：Kyushu Oil Dome、略称：「九石ドーム」）の呼称が用いられた。また、公園内にあるその他の施設にも、同社のブランド名である「ストーク」を冠した名称が付与された。
2009年2月、大分県は新日本石油（2008年10月に九州石油を吸収合併して命名権を継承）と年額7,350万円（税込）で2010年2月まで契約を更新。引き続き「九州石油ドーム」の呼称が使用された。
新日本石油は2010年4月1日に新日鉱ホールディングスとの経営統合を控えていたこともあり、2010年2月末の契約満了をもって命名権契約を更新しない方針であることを表明。
大分県はトリニータのJ2降格に伴って契約料を年5,000万円程度に引き下げた上で、新しいスポンサーを募集したものの、2009年12月7日の期限までに応募企業はなかった。大分県は引き続き希望企業を探すとしていたが、2月末までに新スポンサーが見つからなかったため、呼称を元の「大分スポーツ公園総合競技場」に戻す予定であった。
2010年3月1日、大分市に本店を置く地方銀行の大分銀行と命名権取得の契約を締結し、同日より呼称は「大分銀行ドーム」（おおいたぎんこうドーム、英称：Oita Bank Dome）となった。略称には大分銀行の通称である「大銀」（だいぎん）を用い、「大銀ドーム」（だいぎんドーム）としている。契約期間は2010年3月1日から3年間、契約料は年間4,200万円。付帯施設についても「だいぎんフィールド」、「だいぎんグラウンド」等の名称となった。この命名権契約は2013年2月28日までであったが、2013年3月1日-2016年2月29日までの3年契約（命名権料4000万円＜税別＞/年）、2016年3月1日-2019年2月28日までの3年契約（命名権料4000万円＜税別＞/年）の2度にわたり延長された。
2018年、翌年3月からの命名権協賛スポンサーを募集したところ、昭和電工とジョイフルの2社から応募があり、10月5日の選定委員会で東京都に本社を置き、大分県内で大分コンビナートを操業する化学工業会社の昭和電工に決定。10月9日の契約を経て、10月10日に公表された。この契約により、本施設の名称は2019年3月1日より「昭和電工ドーム大分」（しょうわでんこうドームおおいた、英語: SHOWA DENKO DOME OITA）となった。契約期間は2024年2月29日までの5年間で、命名権料は年額5000万（税別）。Jリーグでは「昭和電ド」表記を略称として使用する。
2022年9月29日、翌2023年1月1日より昭和電工が持株会社の「レゾナック・ホールディングス」に移行するとともに、昭和電工の事業部門及び昭和電工マテリアルズが統合して新会社「レゾナック」となることを発表。この商号変更に伴い、昭和電工ドーム大分の名称も社名変更日から「レゾナックドーム大分」（英語：RESONAC DOME OITA）に改称されることが10月17日に発表された。Jリーグによる略称は「レゾド」。
2024年7月23日、同年8月1日付でレゾナックが100%子会社の「クラサスケミカル株式会社」を設立し、石油化学事業を移管することを発表。それに伴い、2025年1月1日よりレゾナックドーム大分の愛称が「クラサスドーム大分」（英語：CRASUS DOME OITA）に改称されることが2024年11月5日に発表された。Jリーグによる略称は「クラド」。また、それまでと同じく年額5000万円（税別）で契約期間を2030年2月末までの5年間延長することも同時に発表された。
なお、国際競技団体（国際サッカー連盟やワールドラグビーなど）によるクリーンスタジアム規定に基づき、命名権名称の一時解除を求められた場合は、「大分スポーツ公園総合競技場」の名称を使用する。

## 開催された主なイベント・大会

### 陸上競技
- 2006年9月30日 - 10月1日：第54回全日本実業団対抗陸上競技選手権大会[34]
- 2009年8月22日 - 24日：第36回全日本中学校陸上競技選手権大会[34]
- 2013年7月30日 - 8月3日：第66回全国高等学校対校陸上競技選手権大会

### サッカー

#### 国内大会
- 大分トリニータのホームゲーム
- 2005年10月9日：2005 JOMOオールスターサッカー[34]
- 2009年8月5日：スルガ銀行チャンピオンシップ2009 OITA 大分トリニータ×SCインテルナシオナル[35]
- 2011年12月29日: 第23回高円宮杯全日本ユース(U-15)サッカー選手権大会決勝戦[34]

#### 国際大会
- 2002 FIFAワールドカップ
  - 2002年6月10日：1次ラウンド グループH チュニジア代表×ベルギー代表[34]
  - 2002年6月13日：1次ラウンド グループG メキシコ代表×イタリア代表[34]
  - 2002年6月16日：決勝トーナメント ラウンド16 スウェーデン代表×セネガル代表[34]
- 国際親善試合（キリンカップサッカー）
  - 2001年7月4日：日本代表×ユーゴスラビア代表[34]
- 日本代表強化試合（キリンチャレンジカップ）
  - 2003年11月19日：日本代表×カメルーン代表[34]
  - 2006年3月30日：日本代表×エクアドル代表[34]
  - 2007年8月22日：日本代表×カメルーン代表[34]
  - 2010年2月2日：日本代表×ベネズエラ代表[34]
  - 2015年3月27日：日本代表×チュニジア代表[34]
  - 2018年11月16日：日本代表×ベネズエラ代表[34]

### ラグビー

#### 国内大会
- 横浜キヤノンイーグルス（ジャパンラグビーリーグワン）主催試合
- トップリーグの試合

#### 国際大会
- ラグビーワールドカップ2019
  - プールB ニュージーランド代表 - カナダ代表（10月2日）
  - プールD オーストラリア代表 - ウルグアイ代表（10月5日）
  - プールD ウェールズ代表 - フィジー代表（10月9日）
  - 準々決勝 イングランド代表 - オーストラリア代表（10月19日）
  - 準々決勝 ウェールズ代表 - フランス代表（10月20日）
- 日本代表 2021年国際試合
  - 日本代表－オーストラリア代表戦（10月23日）ワールドカップ2019以降、日本で行われる最初の国際試合。

### その他のスポーツ
- 2008年9月26日 - 10月7日：第63回国民体育大会（チャレンジ!おおいた国体）開・閉会式、陸上競技、サッカー決勝戦[34]
- 2008年10月11日 - 13日：第8回全国障害者スポーツ大会（チャレンジ!おおいた大会）開・閉会式、陸上競技[34]
- 2010年8月1日：第49回1000万人ラジオ体操・みんなの体操祭[34]
- 2013年7月28日 - 8月3日：平成25年度全国高等学校総合体育大会（2013未来をつなぐ北部九州総体）開会式、陸上競技[34]
- 2013年10月25日・26日にはbjリーグ「大分ヒートデビルズ対バンビシャス奈良」の公式戦が、屋外競技場としてbj初となる公式戦として行われる予定だったが、台風第27号の直撃の影響を受ける可能性があるとして2試合とも中止となり、25日は観客を入れた状態で「練習試合」の扱いとして開催。26日は代わりとしてブースター感謝祭を開催した[36][37][38][39][40]。なおこの2試合の代替はしばらく調整中だったが、2014年4月に大分県立総合体育館での開催[41] が決定したため、大銀ドームでの同年度の試合開催は公式に消滅となった。

### スポーツ以外のイベント
- 2002年8月10日：B'z LIVE-GYM2002 GREEN～GO☆FIGHT☆WIN～[34]
- 2003年4月28日 - 6月29日：第20回全国都市緑化フェア（おおいた緑・香り・夢フェスタ'03）[34]
- 2005年7月30日：a-nation'05[34]
- 2007年8月4日：Mr.Children HOME TOUR 2007-in the field-[34]
- 2010年8月28日 - 29日：EXILE LIVE TOUR 2010 FANTASY[34]
- 2022年1月9日：令和4年大分市成人記念集会
- 2025年8月16日 - 17日（予定）：ONE OK ROCK DETOX JAPAN TOUR 2025[42]

## フォトギャラリー

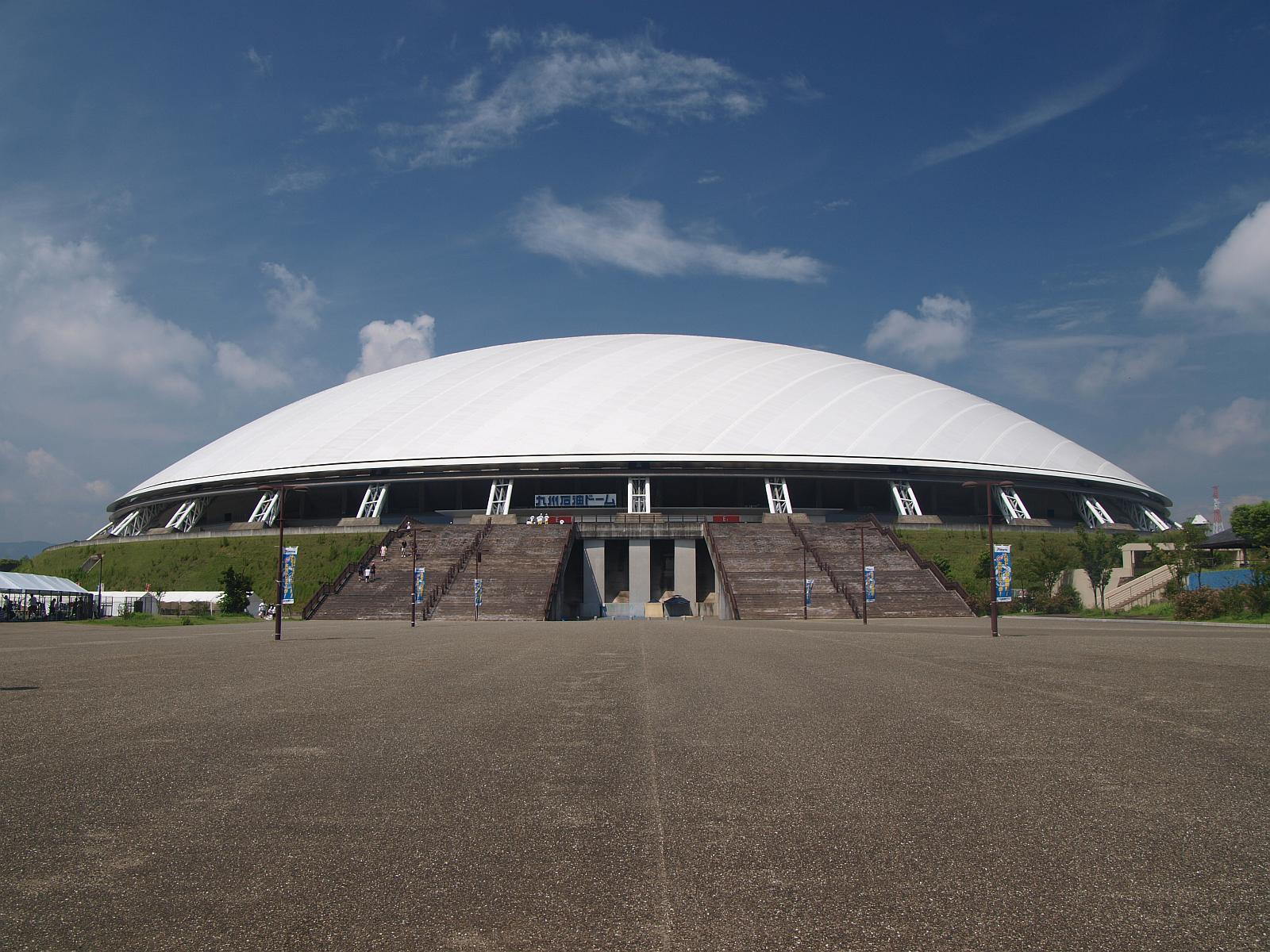
大分スポーツ公園総合競技場（正面）
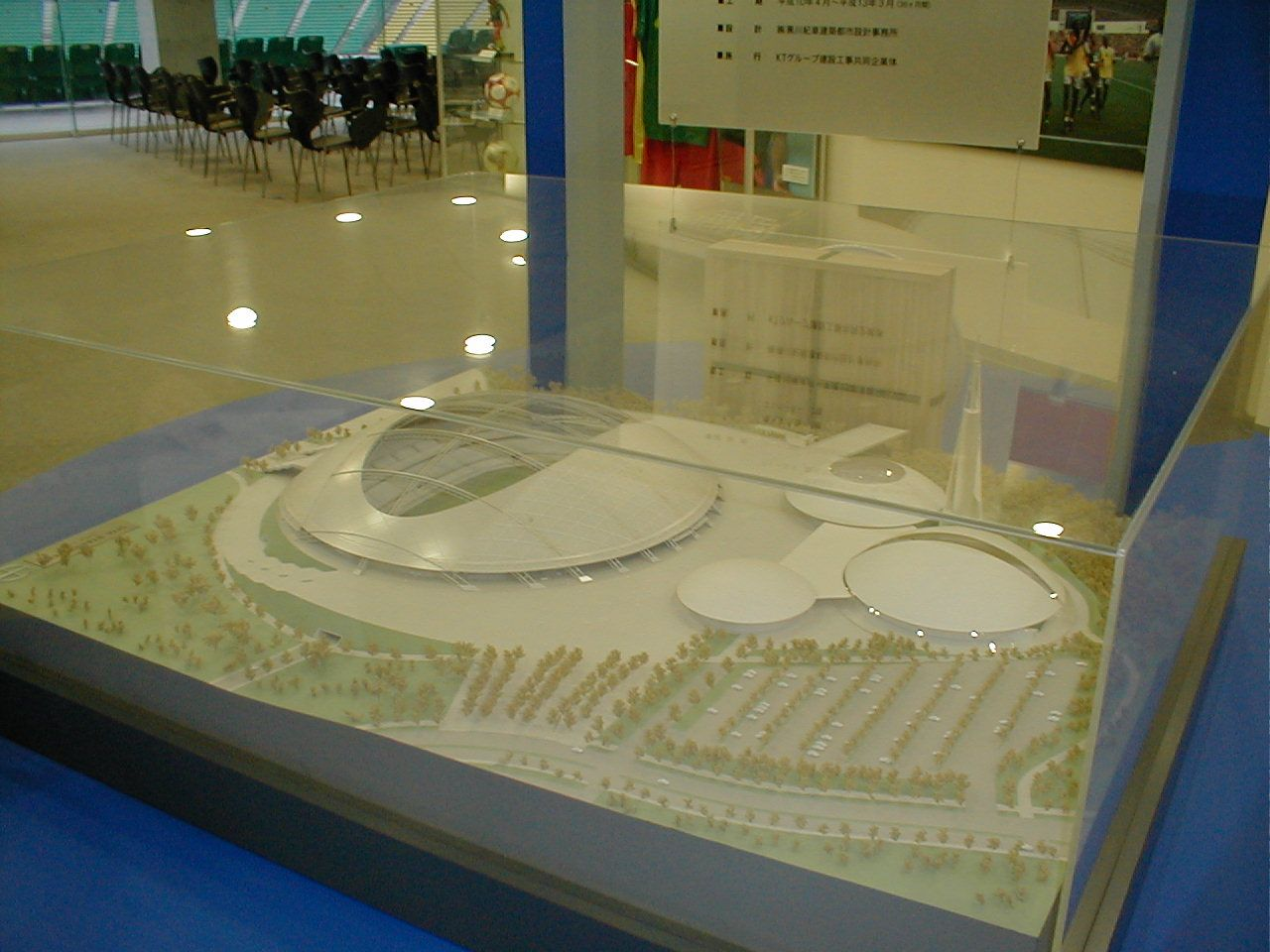
大分スポーツ公園総合競技場（模型・2004年撮影） 画像右側には後に大分県立武道スポーツセンターが整備された（デザインは画像と異なる）。

## アクセス

### バス
- JR九州大分駅府内中央口（北口）から
  - 大分駅前3番のりばから大分バス E30/E31/E32/E34「下郡・米良バイパス経由パークプレイス大分方面」行きで約35分、「大分スポーツ公園東」停留所下車徒歩5分[43][44]。
  - 大分駅前6番のりばから大分バス D46/D47「萩原経由パークプレイス大分方面」行きで約40-45分、「大分スポーツ公園東」停留所下車徒歩5分[43][44]。
    - 一般路線バスは下郡経由と萩原経由で運賃が異なる。

  - 要町（大分駅高速バスのりば）から「レゾナックドーム大分」行きシャトルバスで約30分（Jリーグ試合開催時に運行）[44]。
    - サッカー日本代表戦やコンサート等の大規模イベントが有る場合はJR大分駅周辺・別府市内・大分空港・福岡市内等から臨時のシャトルバスが運行される場合がある。
- 大分空港から
  - 「エアライナー」大分市内方面行きで約60分、大分駅で路線バス等に乗り換え[43][44]。
  - 「佐臼ライナー」佐伯駅行きで「パークプレイス大分」停留所下車（所要時間66分）、タクシー5分または徒歩15分[43][44]。
    - 「佐臼ライナー」は佐伯市内・臼杵市内からパークプレイスまでの乗車も可能。

### 自動車
- 東九州自動車道大分米良インターチェンジから国道197号大分南バイパス「米良南IC」「公園東IC」経由。
- 国道10号大分南バイパス米良南交差点から大分スポーツ公園方面へ
  - 公園内に16箇所の常設駐車場を有する[43]。原則無料だが、催事開催時は主催者によって対応が異なる。
  - Jリーグ試合開催時は12箇所の駐車場と幹線園路の計13箇所が駐車スペースとして提供され（うち一般向けは10箇所）、場所によって「朝7時開錠」「キックオフ5時間前開場」「他の駐車場が満車になり次第開錠」など開錠時間が異なる[45]。
- JR九州大分駅府内中央口（北口）からタクシー25分[43]
  - Jリーグ試合開催時は定額タクシーとして運行される[44]。

## 公園内のその他施設
- 大分スポーツ公園野球場（クラサススタジアム）
- 大分スポーツ公園サッカー・ラグビー場（クラサスサッカー・ラグビー場）
- 大分スポーツクラブ他